# Dipartimento di Ennedi
Il dipartimento di Ennedi era un dipartimento del Ciad, faceva parte della regione omonima. 
Il capoluogo era Fada.
Il dipartimento fu soppresso in occasione della divisione della regione di Ennedi nelle regioni di Ennedi Est ed Ennedi Ovest.

## Geografia antropica

### Suddivisioni amministrative
Il dipartimento era diviso in 5 sottoprefetture:
- Fada
- Gouro
- Kalait
- Nohi
- Ouniana